# Starlin Castro
Starlin De Jesús Castro Tatis (nacido el 24 de marzo de 1990 en Montecristi) es un jugador dominicano de béisbol profesional que actualmente se encuentra agente libre, juega en las posiciones de segunda base y el campocorto.
En la Liga Dominicana juega para las Águilas Cibaeñas. Anteriormente pertenecía al equipo de los Leones del Escogido.
Anteriormente jugó para los Cachorros de Chicago, los Yankees de Nueva York, Marlins de Miami y los Washington Nationals. 
Castro es un tres veces MLB All-Star y tiene el récord de más carreras impulsadas, en su debut en las Grandes Ligas. En 2011, lideró la Liga Nacional en hits, convirtiéndose en el jugador más joven en hacerlo. Él aparece a los 6 pies (1,83 metros) y 230 libras. se perfila como uno de los jugadores activos con mayor posibilidad para alcanzar los tres mil hits en las mayores.

## Carrera

### Ligas menores
En 2009, Castro fue seleccionado para el equipo All-Star de la Florida State League, y ganó los honores de MVP, yéndose de 4-4 con un jonrón dentro del parque en el partido. También fue seleccionado Juego de Estrellas del Futuro para el Equipo Mundial. Después de la temporada, Castro fue selecciado el mejor prospecto en la organización de Chicago por la revista Baseball America.

### Grandes Ligas

#### 2010

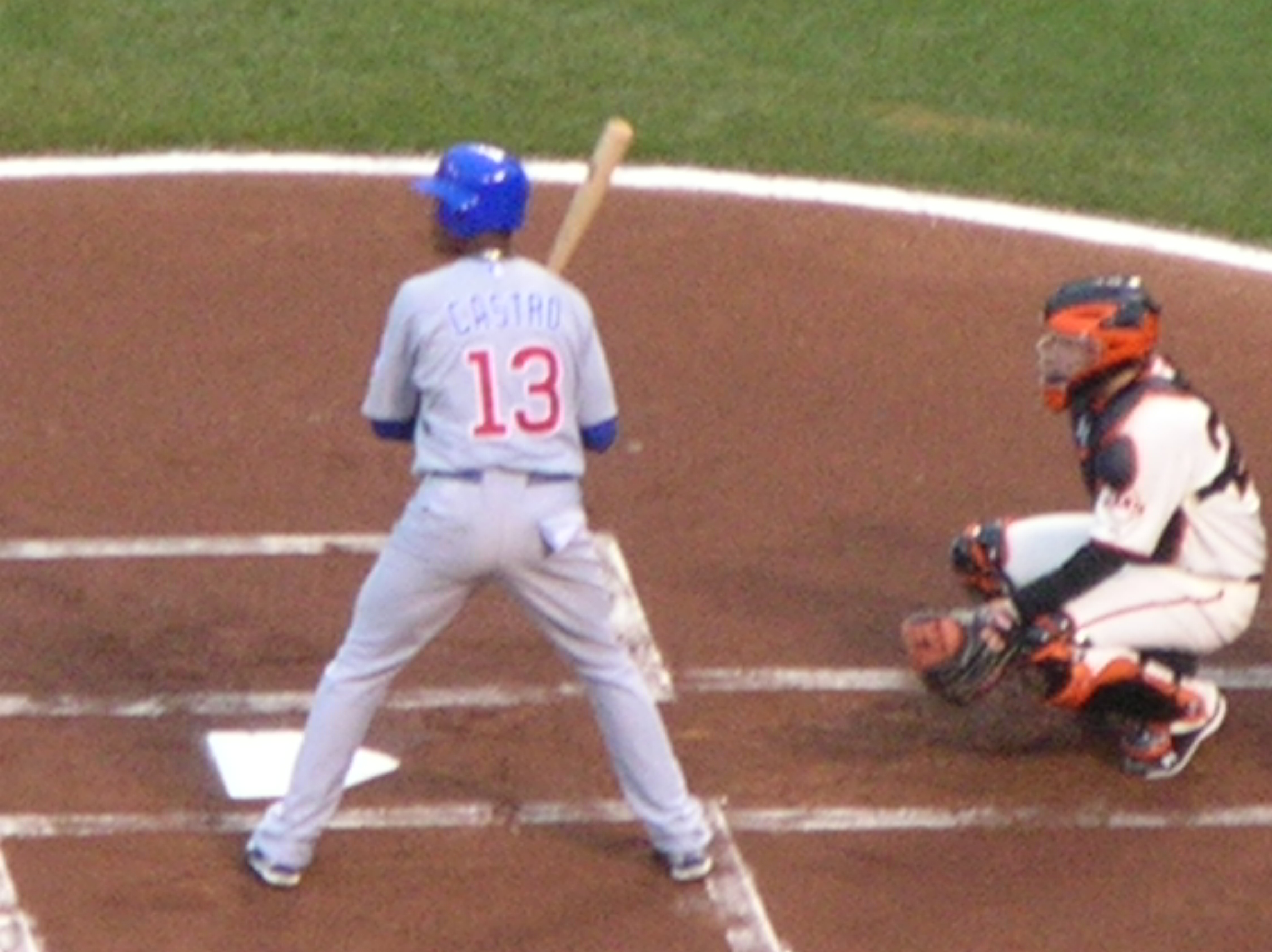
castro en 2010

Castro fue llamado a las Grandes Ligas por primera vez el 7 de mayo de 2010 desde los Tennessee Smokies, filial de Doble-A de los Cachorros. Se convirtió en el primer jugador de Grandes Ligas nacido en la década de 1990.
En su primera oportunidad al bate en las Grandes Ligas, conectó un home run de tres carreras contra el lanzador Homer Bailey de los Rojos de Cincinnati. Se convirtió en el sexto jugador en la historia de los Cachorros y el jugador 106 en general en hacerlo. Más adelante en ese mismo juego, conectó un triple con las bases llenas, estableciendo el récord de más carreras impulsadas en su debut en Grandes Ligas con seis. Terminó el partido yéndose de 5-2 mientras los Cachorros ganaban 14-7. Castro finalizó la temporada con una línea de .300/.347/.408 con tres jonrones y 41 impulsadas en 463 turnos al bate en 125 juegos. A pesar de su contribución ofensiva, Castro lideró el equipo y fue segundo en la Liga Nacional en errores con 27.
El 19 de octubre de 2010, Castro fue seleccionado el campocorto del equipo All-Rookie 2010 por la revista Baseball America. También fue seleccionado el torpedero del Topps All-Star Rookie Rosters 2010 por la compañía 
. También terminó empatado en el quinto lugar en la votación para el Novato del Año.

#### 2011
El 2011 fue la primera temporada completa de Castro como un jugador de la MLB, y también obtuvo su primera selección para el Juego de Estrellas, siendo uno de los tres torpederos seleccionados para el equipo All-Star de la Liga Nacional. Castro fue el jugador más joven en pertenecer al equipo del Juego de Estrellas como miembro de los Cachorros de Chicago. Ese mismo día, Castro recibió el Premio Edward Jones como Jugador del Mes.
El 23 de septiembre de 2011, Castro bateó su hit número 200 de la temporada en el Busch Stadium contra los Cardenales de San Luis, y fue el miembro más joven de los Cachorros de Chicago en hacerlo.
Castro fue el jugador más joven en liderar siempre la Liga Nacional en hits, terminando la hazaña con su hit número 207 de la temporada el 28 de septiembre de 2011. La camiseta que Castro utilizó en el juego fue enviada al Salón de la Fama, en una forma similar a su debut MLB. Su línea para la temporada 2011 fue .307/.341/.432, y fue la primera temporada en la que bateó para jonrones de doble dígito (10).
En la defensa, lideró a todos los torpederos de Grandes Ligas en errores, con 29, ya que también tuvo el menor porcentaje de fildeo (.961).

#### 2012
Castro en 2012
Castro fue seleccionado para la Liga Nacional Juego de Estrellas, junto con su compañero Bryan LaHair. Castro terminó la temporada 2012 jugando todos los 162 partidos con un promedio de .283, 14 jonrones y 78 carreras impulsadas. Él fue sorprendido robando 13 veces que llevaron a la MLB. También lideró la Liga Nacional con 646 más turnos al bate.

#### 2013
Castro tuvo su peor año que termina con un bajo promedio de bateo de .245. Bateó 10 jonrones y tuvo 44 carreras impulsadas 's, 9 robos (SB) y 2 triples, mientras que jugando en 161 partidos. [11]

#### 2014
Después de un decepcionante 2013, Castro fue seleccionado para aparecer en su tercer Juego de Estrellas, junto con su compañero de equipo Anthony Rizzo en 2014. Por desgracia, las Estrellas de años de Castro llegó a su fin a principios cuando se lesionó el 2 de septiembre, cuando torpemente se deslizó en el hogar placa en un juego contra los Cerveceros de Milwaukee. No regresó para el resto del año y terminó con un fuerte promedio de bateo de .292 con 14 jonrones, 65 carreras impulsadas, 4 bases robadas, 33 dobles y 1 triple en 528 turnos al bate. [12]
Castro fue el torpedero de bateo superior (por término medio) en la Liga Nacional por delante de los Dodgers Hanley Ramírez. [13] En la defensa que él tenía solo 15 errores y un porcentaje de fildeo de 0.973.

#### 2015
Durante una 20 de abril de 2015 juego en Pittsburgh contra los Piratas, Castro bateó una pelota que fue falta detrás del plato y accidentalmente golpeó un fanático en la cabeza. El juego se retrasó por 23 minutos hasta que el fanático fue escoltado en una camilla y hospitalizado debido a una conmoción cerebral. [14]
Ven la fecha límite de cambios, hubo mucha especulación de un comercio que involucra Castro. Ofertas potenciales podrían haber participado de él va a los Filis [15] o los Padres. [16] En medio de la especulación, Castro fue informado por el mánager Joe Maddon que no iba a ser objeto de comercio. [17]
En agosto, fue enviado a la banca por Castro mánager de los Cachorros, Joe Maddon, debido a los malos resultados, incluyendo un bajo promedio de .236 de bateo. [18] Con el novato Addison Russell asumir como el torpedero cotidiana, Castro hizo el cambio a la segunda base, el 12 de agosto. [19] [20] [21] El 18 de septiembre, en un partido importante contra la división líder Cardenales, Castro bateó dos jonrones e igualó su marca personal con seis impulsadas para llevar a los Cachorros a una victoria por 8-3.

### Yankees de Nueva York
El 8 de diciembre de 2015, Castro fue cambiado a los Yankees de Nueva York a cambio del lanzador Adam Warren y un jugador a ser nombrado más tarde. El 15 de diciembre de 2015 Brendan Ryan también fue cambiado a los Cachorros para finalizar la transacción.
El 6 de abril de 2016, Castro tuvo 5 carreras impulsadas en una victoria sobre los Astros de Houston , y rompió el récord de la franquicia de más carreras impulsadas en los primeros dos juegos de su carrera con los Yankees con 7, y el cuarto jugador en obtener 7 carreras impulsadas en el primero. dos juegos en una temporada. El 9 de abril, Castro registró el hit número 1000 de su carrera, en una victoria sobre los Tigres de Detroit. El 22 de junio, Castro conectó su primer jonrón de salida en la victoria por 9–8 sobre los Rockies. Castro terminó la temporada con un promedio de bateo de .270 y un récord personal de 21 jonrones y 70 carreras impulsadas.
El 28 de abril de 2017, Castro conectó un juego que empató un jonrón de 2 carreras en la novena entrada de una eventual victoria de los Yankees por 14-11 contra los Orioles de Baltimore. El 27 de junio, fue colocado en la lista de lesionados de 10 días debido a una lesión en el tendón de la corva. El 22 de julio, fue colocado nuevamente en la lista de incapacitados de 10 días debido al mismo problema en el tendón de la corva. Castro terminó el 2017 con un promedio de bateo de .300 con 16 jonrones y 63 carreras impulsadas en 112 juegos jugados.

### Miami Marlins

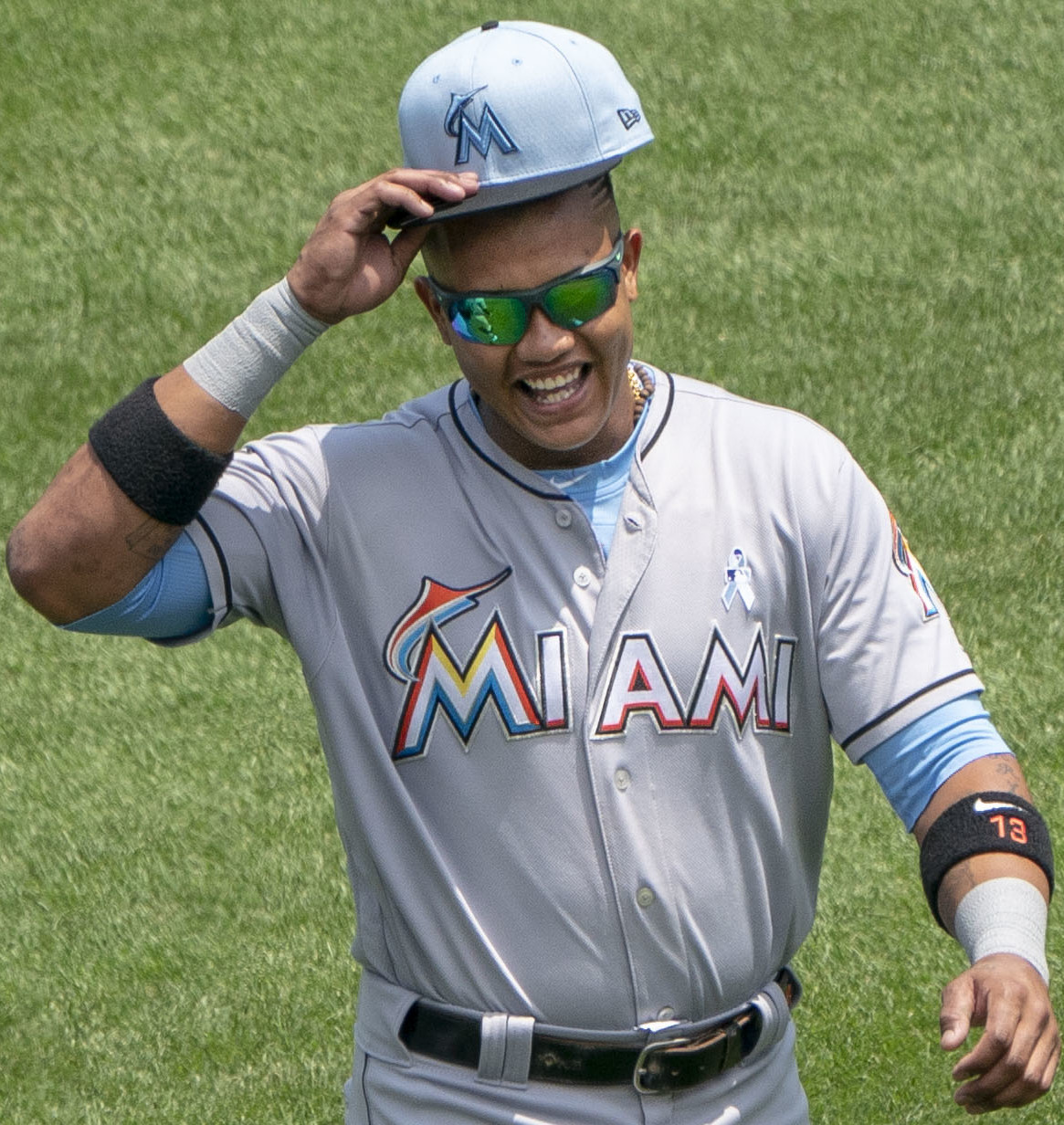
Castro con los Marlins en 2018

El 11 de diciembre de 2017, Castro fue canjeado a los Marlins de Miami (junto con Jorge Guzmán y José Devers) a cambio del jardinero Giancarlo Stanton y consideraciones de efectivo. Terminó su primera temporada con los Marlins con un promedio de bateo de .278 y 12 jonrones y 54 carreras impulsadas.
Castro ingresó a 2019 como un destacado candidato a canje por los Marlins, pero luchó ofensivamente durante la primera mitad de la temporada y no atrajo mucho interés antes de la fecha límite de canjes del 31 de julio. Hizo la transición de segunda base a tercera base a principios de agosto cuando el equipo promovió al prospecto Isan Díaz de las ligas menores. El desempeño de Castro mejoró al final de la temporada y terminó con un promedio de bateo de .270 y estableció nuevos máximos en su carrera con 22 jonrones y 86 carreras impulsadas. Fue uno de los cinco jugadores de la MLB en 2019 que jugó el calendario completo de 162 juegos.
El 31 de octubre de 2019, los Marlins declinaron su opción de 2020 sobre él y lo convirtieron en agente libre.

### Washington Nationals
Los Nacionales de Washington firmaron a Castro con un contrato de dos años valorado en $ 12 millones el 7 de enero de 2020. El 23 de julio de 2020, Castro fue el segunda base titular, haciendo su debut con los Nacionales en el Día Inaugural contra su ex equipo. los Yankees de Nueva York. En un juego del 14 de agosto contra los Orioles de Baltimore , Castro sufrió una fractura en la muñeca al intentar hacer una jugada de salto en la sexta entrada. El 22 de agosto, se anunció que Castro se había sometido a una cirugía en la muñeca y se perdería el resto del año. En la temporada, Castro redujo .267 / .302 / .405 con 2 jonrones y 4 carreras impulsadas.
El 15 de junio de 2021, Castro fue colocado en la lista restringida luego de dejar el equipo para atender un “asunto familiar que requiere su atención inmediata”.
Castro fue liberado por los Nacionales el 2 de septiembre de 2021, poco después de la conclusión de su suspensión de 30 juegos por violar la política de violencia doméstica de la MLB.